# Piggfjällskivling
Piggfjällskivling (Lepiota jacobi) är en svampart som beskrevs av Vellinga & Knudsen 1992. Lepiota jacobi ingår i släktet Lepiota och familjen Agaricaceae.   Inga underarter finns listade i Catalogue of Life.
I den svenska databasen Dyntaxa används istället namnet Echinoderma jacobi för samma taxon.  Arten är reproducerande i Sverige.